# Cratere Wak
Wak è un cratere sulla superficie di Rea.